# Средорек (област Сливен)
Вижте пояснителната страница за други значения на Средорек.
Средорек е село в Югоизточна България. То се намира в община Сливен, област Сливен.

## География
Село Средорек се намира в планински район.